# Kálmán Chován
Dans le nom hongrois Chován Kálmán, le nom de famille précède le prénom, mais cet article utilise l’ordre habituel en français Kálmán Chován, où le prénom précède le nom.
Kálmán Chován (Szarvas, 18 janvier 1852 – Budapest, 16 mars 1928) est un compositeur et virtuose du piano hongrois.

## Biographie
Kálmán Chován commence l'étude de la musique avec son père, Zsigmond Chován, maître de chapelle et éminent organiste. Il fréquente l'Université à peine plus d'un an et s'inscrit simultanément au conservatoire. Après avoir terminé ses études, il est pendant un an professeur de piano chez le comte de Saint-Genois, à Vienne ; C'est à cette époque (1874) que paraissent ses premières œuvres pour piano. Après une année de volontariat militaire, en 1876, à Vienne, il est nommé professeur de piano à l'école Eduard Horak (aujourd'hui Franz Schubert Konservatorium). En 1889, après treize années de service, il retourne à Budapest et est nommé au Conservatoire de Budapest, à la place de Ferenc Erkel, parti à la retraite. Il y enseigne jusqu'en 1916. Parmi ses élèves figurent Theodor Szántó et Arnold Székely. En collaboration avec Árpád Szendy, il développe une institution de formation pédagogique systématique des enseignants du piano (1891). 
En 1990, son nom a été donné à une école de sa ville natale.

## Écrits pédagogiques
- A zongorajáték tanmódszere [Méthode d'enseignement du piano] (1892).

## Œuvres
- Aphorismes (5 scherzos).
- Gnomenkampf (Paraphrase de concert).
- Danses hongroises (pour piano à quatre mains, en deux livres ; plusieurs éditions).
- Grande sonate en mi majeur.
- Humoreske hongroise.
- Nocturne et impromptu burlesque.
- Romance et rondo pour violon et piano
- Humoreske.
- Rhapsodie hongroise.
- Grand trio avec piano.
- Scènes de printemps.
- Images du désert.
- Cinq images musicales.
- Scène de taverne pour piano à quatre mains.

## Sources
- Bokor József (éd.), A Pallas nagy lexikona. Arcanum, FolioNET.  (ISBN 963 85923 2 X) (1893–1897, 1998)
- http://phoenix.szarvas.hu/varos/chovan_kalman.html